# Лунёва, Евдокия Андреевна
Евдокия Андреевна Лунёва — советский хозяйственный и государственный деятель, лауреат Государственной премии СССР за выдающиеся достижения в труде.

## Биография
Родилась в 1943 году в селе Кустоловы Кущи.
Образование среднее.
С 1960 г. — бункеровщица сахарного завода, упаковщица молокозавода в селе Белики Полтавской области.
С 1964 г. — ткачиха Херсонского хлопчатобумажного комбината имени XXVI съезда КПСС.
Член КПСС с 1971 года.
Личный пятилетний план 1971—1976 гг. выполнила за 3 года и 10 месяцев.
За большой личный вклад в увеличение производства высококачественных товаров народного потребления была в составе коллектива удостоена Государственной премии СССР за выдающиеся достижения в труде 1986 года.
Депутат Верховного Совета Украинской ССР 9-го созыва.
Жила в Херсоне.

## Награды
- Орден Ленина
- Орден Трудового Красного Знамени
- Орден Знак Почёта